# 帕爾多希鄉
45°22′20″N 26°53′40″E / 45.37222°N 26.89444°E
帕爾多希鄉（羅馬尼亞語：Comuna Pardoși, Buzău），是羅馬尼亞的鄉份，位於該國東南部，由布澤烏縣負責管轄，面積23平方公里，海拔高度391米，2007年人口515，人口密度每平方公里23人。